# Katápola
Katápola (Katapola) är en ort i Grekland.   Den ligger i prefekturen Kykladerna och regionen Sydegeiska öarna, i den sydöstra delen av landet, 230 km sydost om huvudstaden Aten. Katápola ligger 1 meter över havet och antalet invånare är 134. Den ligger på ön Amorgos.
Terrängen runt Katápola är huvudsakligen kuperad, men åt nordväst är den platt.  Närmaste större samhälle är Amorgos, 3,2 km öster om Katápola. 